# 闾纥
闾纥（？—462年），北魏大臣，柔然人。大檀可汗亲属，父亲郁久閭辰，闾毗之弟。
魏太武帝时，闾纥偕兄闾毗、弟闾染、妹妹等从柔然逃奔北魏。妹妹选入东宫，为皇太子拓跋晃之妃。太平真君元年（440年），生下文成帝拓跋濬，即景穆恭皇后。北魏尊崇外戚，故兄弟子侄均为显宦。太安二年（456年）闾纥为寧北将軍，赐爵零陵公。同年，闾纥加侍中，进零陵王，後转任征西将軍、中都大官。和平三年（461年）十二月闾纥去世，死后追赠司空之位，子閭庄（閭豆）官拜定户籍大使、七兵尚書。